# Horvátország az 1998. évi téli olimpiai játékokon
Horvátország a japán Naganóban megrendezett 1998. évi téli olimpiai játékok egyik részt vevő nemzete volt. Az országot az olimpián 3 sportágban 6 sportoló képviselte, akik érmet nem szereztek.

## Alpesisí
Férfi
| Versenyző     | Versenyszám            | 1. futam      | 1. futam      | 2. futam      | 2. futam      | Összesítés | Összesítés |
| Versenyző     | Versenyszám            | Idő           | Hely.         | Idő           | Hely.         | Idő        | Helyezés   |
| ------------- | ---------------------- | ------------- | ------------- | ------------- | ------------- | ---------- | ---------- |
| Vedran Pavlek | Óriás-műlesiklás       | 1:25,61       | 35.           | 1:21,93       | 25.           | 2:47,54    | 28.        |
| Vedran Pavlek | Szuperóriás-műlesiklás |               |               |               |               | 1:39,63    | 30.        |
| Renato Gašpar | Óriás-műlesiklás       | nem ért célba | nem ért célba | kiesett       | kiesett       | kiesett    | kiesett    |
| Renato Gašpar | Szuperóriás-műlesiklás |               |               |               |               | 1:39,85    | 32.        |
| Thomas Lödler | Műlesiklás             | 57,91         | 26.           | nem ért célba | nem ért célba | kiesett    | kiesett    |
| Thomas Lödler | Óriás-műlesiklás       | 1:23,26       | 23.           | 1:20,95       | 22.           | 2:44,21    | 23.        |

Női
| Versenyző       | Versenyszám            | 1. futam      | 1. futam      | 2. futam | 2. futam | Összesítés | Összesítés |
| Versenyző       | Versenyszám            | Idő           | Hely.         | Idő      | Hely.    | Idő        | Helyezés   |
| --------------- | ---------------------- | ------------- | ------------- | -------- | -------- | ---------- | ---------- |
| Janica Kostelić | Lesiklás               |               |               |          |          | 1:31,97    | 25.        |
| Janica Kostelić | Műlesiklás             | nem ért célba | nem ért célba | kiesett  | kiesett  | kiesett    | kiesett    |
| Janica Kostelić | Óriás-műlesiklás       | 1:23,45       | 25.           | 1:35,94  | 22.      | 2:59,39    | 24.        |
| Janica Kostelić | Szuperóriás-műlesiklás |               |               |          |          | 1:19,77    | 26.        |

| Versenyző       | Versenyszám | Lesiklás | Lesiklás | Műlesiklás | Műlesiklás | Műlesiklás | Műlesiklás | Műlesiklás | Műlesiklás | Összesítés | Összesítés |
| Versenyző       | Versenyszám | Lesiklás | Lesiklás | 1. futam   | 1. futam   | 2. futam   | 2. futam   | Össz.      | Össz.      | Összesítés | Összesítés |
| Versenyző       | Versenyszám | Idő      | Hely.    | Idő        | Hely.      | Idő        | Hely.      | Idő        | Hely.      | Idő        | Helyezés   |
| --------------- | ----------- | -------- | -------- | ---------- | ---------- | ---------- | ---------- | ---------- | ---------- | ---------- | ---------- |
| Janica Kostelić | Összetett   | 1:31,71  | 18.      | 37,35      | 10.        | 36,17      | 9.         | 1:13,52    | 9.         | 2:45,23    | 8.         |

## Műkorcsolya
| Versenyző        | Versenyszám | Rövid program     | Rövid program | Rövid program | Kűr               | Kűr     | Kűr         | Összesítés         | Összesítés |
| Versenyző        | Versenyszám | Több. hely. száma | Hely.         | Hely. pont.   | Több. hely. száma | Hely.   | Hely. pont. | Helyezési pontszám | Helyezés   |
| ---------------- | ----------- | ----------------- | ------------- | ------------- | ----------------- | ------- | ----------- | ------------------ | ---------- |
| Ivana Jakupčević | Női egyéni  | 6×25+             | 25.           | 12,5          | kiesett           | kiesett | kiesett     | kiesett            | kiesett    |

## Sífutás
Férfi
| Versenyző     | Versenyszám | Eredmény      | Helyezés      |
| ------------- | ----------- | ------------- | ------------- |
| Antonio Rački | 10 km       | nem ért célba | nem ért célba |